# Rentgenografia strukturalna
Rentgenografia strukturalna – technika analityczna używana w krystalografii i chemii. W krystalografii jest stosowana w celu ustalenia wymiarów i geometrii komórki elementarnej tworzącej daną sieć krystaliczną. W chemii metoda ta umożliwia dokładne ustalenie struktury związków chemicznych tworzących analizowane kryształy.

## Zasada działania

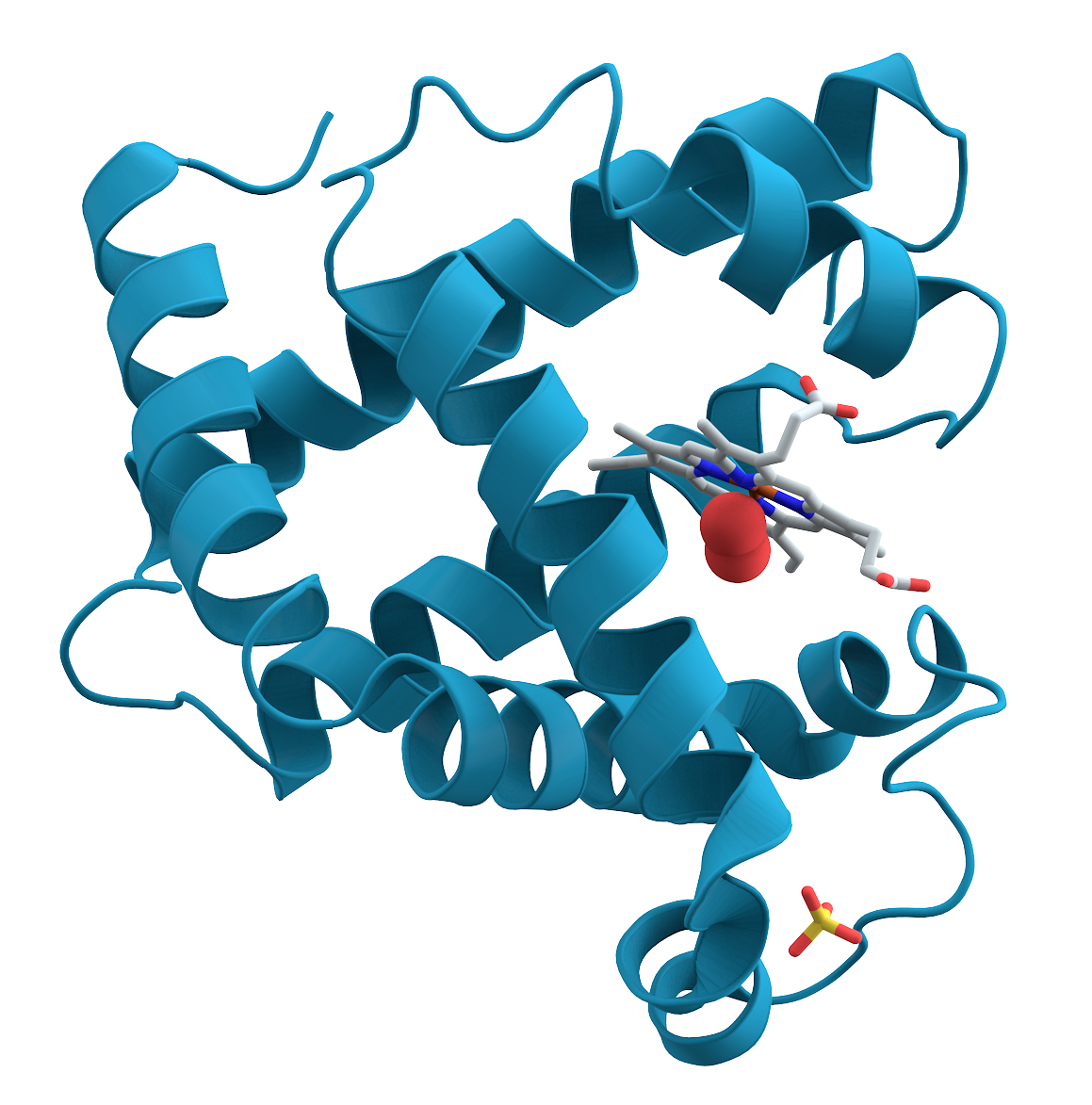
Trójwymiarowa struktura mioglobiny, z zaznaczonymi kolorem helisami alfa

W obu przypadkach metoda ta opiera się na rejestracji obrazów dyfrakcyjnych promieni rentgenowskich, powstających na skutek subtelnych interakcji tego promieniowania z chmurami elektronowymi atomów, tworzących analizowany kryształ. Na podstawie rejestracji obrazów dyfrakcyjnych promieniowania X, przechodzącego przez kryształ pod różnymi kątami, korzystając z prawa Bragga, wyznacza się trójwymiarową mapę gęstości elektronowej w komórce elementarnej kryształu. Dalsza, matematyczna analiza tej mapy umożliwia m.in.:
- wyznaczenie pozycji i odległości cząsteczek względem siebie w sieci krystalicznej,
- wyznaczenie położenia poszczególnych atomów względem siebie,
- ustalenie kątów i długości wiązań między atomami,
- ustalenie rozkładu gęstości chmur elektronowych wokół poszczególnych atomów, co umożliwia obliczenie momentu dipolowego wiązań i całych cząsteczek oraz precyzyjne ustalenie natury poszczególnych wiązań,
- ustalenie konfiguracji absolutnej cząsteczek.

### Wykonywanie pomiaru
Do wykonania analizy potrzebny jest monokryształ danego związku chemicznego o możliwie jak najbardziej regularnym kształcie i posiadający jak najmniej defektów. Kryształ ten umieszcza się w dyfraktometrze i niekiedy schładza przy pomocy oparów ciekłego azotu do temperatury rzędu 100 K (przy użyciu oparów helu można schłodzić badany materiał do temperatury około 4 K), aby zmniejszyć niedokładności wynikające z termicznych drgań atomów. Kryształ naświetla się silną, monochromatyczną wiązką promieni X, zmieniając stopniowo kąt jej padania na kryształ (poprzez jego obrót) i rejestrując zmiany w obrazie dyfrakcyjnym po przejściu promieni przez kryształ. Obecnie do rejestracji obrazów dyfrakcyjnych używa się kamer CCD – są to matryce CCD chłodzone ogniwami Peltiera do temperatury ok. -60 °C w celu zmniejszenia szumów termicznych. Elementem kamery jest też odpowiedni scyntylator, który pochłania energię promieniowania X, a następnie emituje światło rejestrowane przez matrycę CCD. W przeszłości dane dyfrakcyjne były rejestrowane za pomocą detektora punktowego lub metodami fotograficznymi.
Oprócz próbek monokrystalicznych w rentgenografii strukturalnej bada się także próbki polikrystaliczne (proszki). Do ich badania stosuje się tzw. metodę proszkową – badana próbka jest rozcierana na proszek, a następnie umieszczana w specjalnej kuwecie, mocowanej w uchwycie goniometru dyfraktometru.

### Zastosowania
Metoda ta jest podstawowym narzędziem w chemii organicznej, metaloorganicznej i biochemii do ustalania rzeczywistych struktur złożonych związków chemicznych. Metoda ta umożliwiła m.in. wyznaczenie dokładnej struktury mioglobiny przez Maxa Perutza i Johna Cowdery Kendrewa w 1958, za co w roku 1962 otrzymali oni Nagrodę Nobla. Technika ta odegrała też decydującą rolę w ustaleniu struktury podwójnej helisy DNA przez Rosalindę Franklin, Jamesa Watsona i Francisa Cricka.
Nie można jej stosować dla ustalania struktury cząsteczek w fazie gazowej i ciekłej, która często może być inna od tej, jaką przyjmują te same cząsteczki w fazie krystalicznej.
Dane strukturalne pochodzące z rentgenografii są gromadzone w bazach danych, do których dostęp można uzyskać albo poprzez wysłanie do nich określonej liczby własnych danych lub na zasadach komercyjnych. Do najbardziej znanych tego rodzaju baz zalicza się: Protein Databank (makrocząsteczki), Cambridge Structure Database (związki organiczne i metaloorganiczne), ICSD (związki nieorganiczne), oraz otwarta Crystallography Open Database (związki organiczne, nieorganiczne, metaloorganiczne i minerały, z wyłączeniem biopolimerów).

### Wady i zalety
Ważną i podstawową zaletą rentgenografii strukturalnej jest fakt, że w przeciwieństwie do wielu innych metod jakościowych i ilościowych stosowanych w chemii próbka zwykle nie ulega zniszczeniu w trakcie badania. Oznacza to, że można ją ponownie wykorzystać do innych badań. Ma to duże znaczenie w badaniu unikatowych materiałów np. archeologicznych, zabytkowych lub medycznych, ale także np. hodowanego długo i pieczołowicie kryształu.
Ogromną zaletą tej metody jest możliwość dokładnego ustalenia struktury chemicznej związków chemicznych z niemal absolutną pewnością, umożliwiającą zbudowanie ich rzeczywistego modelu przestrzennego. Żadna inna metoda analityczna nie daje takiej pewności i zawsze zostawia możliwość różnej interpretacji wyników. Jest to również jedyna metoda pozwalająca bezpośrednio określić absolutną konfigurację cząsteczek chiralnych.
Wadą rentgenografii jest konieczność uzyskania czystego monokryształu analizowanego związku chemicznego o wymiarach liniowych rzędu 0,1–1 mm. W przypadku niektórych związków chemicznych wyhodowanie takiego kryształu jest z wielu względów bardzo trudne, a czasem wręcz niemożliwe. Niektóre kryształy mogą być nietrwałe w temperaturze pokojowej, bądź ulegać rozkładowi pod wpływem promieniowania X, co również stwarza pewne ograniczenia.
Inną wadą rentgenografii jest stosunkowo wysoki koszt i czasochłonność wykonywania takiej analizy. Nowoczesny monokrystaliczny dyfraktometr rentgenowski kosztuje w granicach 100–500 tys. €. Pomiar danych dla przeciętnego związku organicznego lub metaloorganicznego zabiera w zależności od urządzenia od kilku godzin do ok. dwóch tygodni. Analiza otrzymanych danych (rozwiązanie struktury związku), jeśli jego struktura jest w miarę prosta, jest dość szybka, natomiast w przypadku bardzo złożonych struktur, np. kryształów białek, czas ten może wynosić nawet kilka tygodni.
W początkowym okresie rozwoju rentgenografii jej najistotniejszą wadą był sam fakt używania silnego promieniowania X, na które narażone były osoby obsługujące dyfraktometry, co mogło u nich wywoływać chorobę popromienną. Aparaty te wymagały stałej obecności operatora, co wielu z nich przypłaciło życiem (m.in. Rosalind Franklin). Współcześnie jednak aparaty te umieszcza się w obudowach tak skonstruowanych, aby nie przepuszczały promieniowania rentgenowskiego i mogą być obsługiwane zdalnie z innego pomieszczenia za pomocą komputera. Jednym z podstawowych zabezpieczeń nowoczesnego dyfraktometru rentgenowskiego jest zestaw czujników uniemożliwiających rozpoczęcie pomiaru w przypadku, gdy jego obudowa jest otwarta.